# Beaumetz-lès-Loges
Beaumetz-lès-Loges je francouzská obec v departementu Pas-de-Calais v regionu Hauts-de-France. V roce 2014 zde žilo 965 obyvatel.

## Poloha obce
Sousední obce jsou: Basseux, Berneville, Monchiet, Rivière, Simencourt a Wailly.

## Vývoj počtu obyvatel
Počet obyvatel